# Reynolds 531

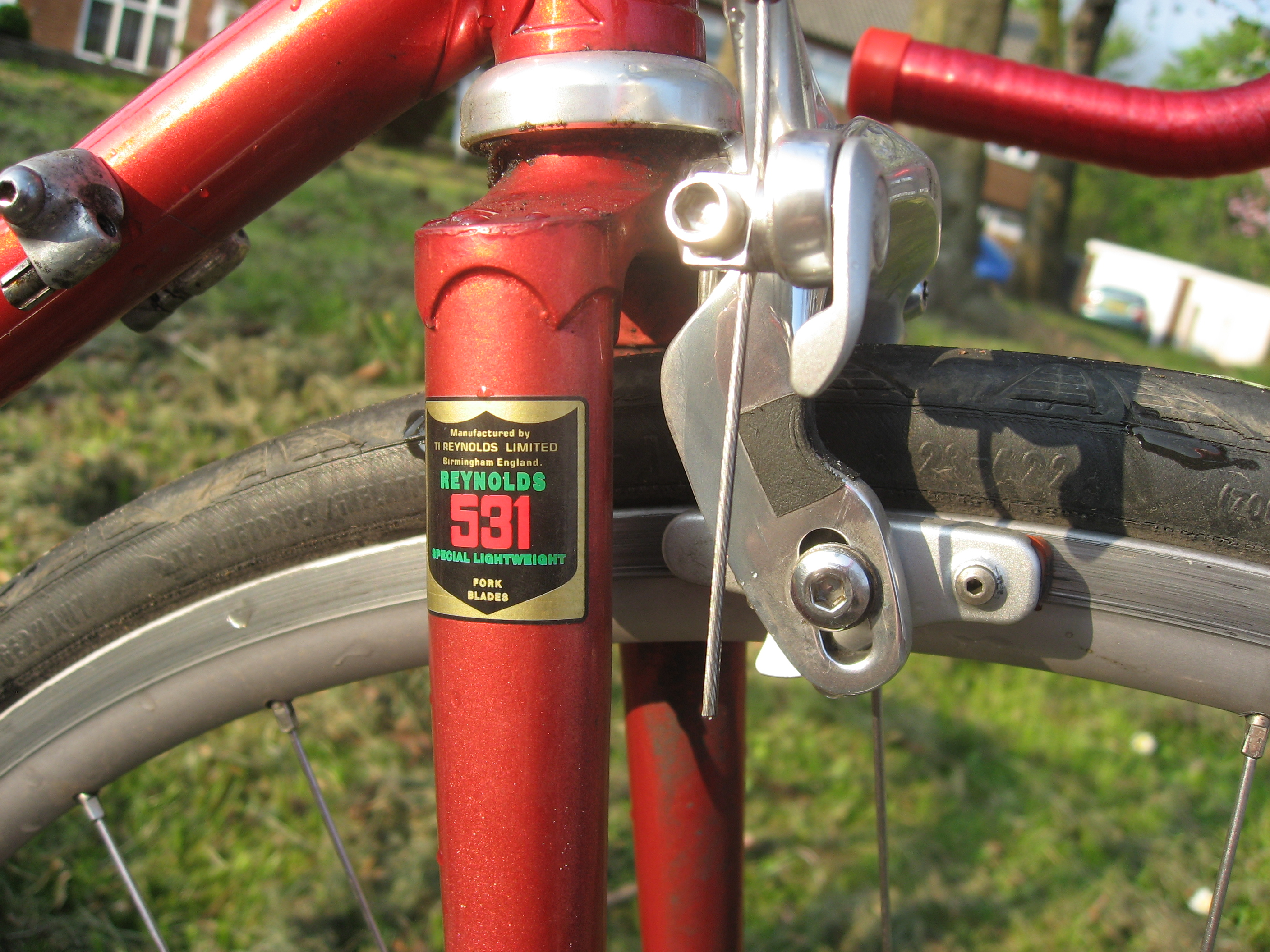
Calcomanía de «Reynolds 531» en un lateral de una horquilla de bicicleta

El Reynolds 531® (léase «five-three-one»), es una marca registrada de Reynolds Cycle Technology de Birmingham, Inglaterra, llamado así por la proporción de elementos en la aleación de acero y manganeso, de sus legendarios tubos de acero aleado para cuadros y horquillas de bicicleta de competición en ruta fabricado a partir de 1935 hasta su sustitución por los tubos 753 en 1976, fue utilizado para ganar el Tour de Francia 26 veces, desde que Charly Gaul lo ganó en 1958 hasta la primera victoria de Miguel Induráin en 1991.
En lo que a la bicicleta de competición en ruta se refiere, gracias al Reynolds 531, la empresa Reynolds fue durante muchos años, junto con la italiana Columbus Tubing, uno de los dos fabricantes de tubos para cuadros de bicicleta más importantes.
Debido a su gran rigidez y ligereza, la aleación, de 1,5 % Mn, 0,25 % Mo y 0,35 % C, (similar al antiguo acero británico BS 970 16/18) y con una tensión de rotura de 78 kgf/mm², frente a la del acero (47-63 kgf/mm²) o las aleaciones de aluminio (de 17-63 kgf/mm²), iguala al acero en su rigidez relativa (1,00), frente a la del aluminio (0,96), Sus propiedades mecánicas y reacción al tratamiento de calor son muy similares a la aleación de acero estándar AISI 4130, que también se utiliza para cuadros de bicicletas, motocicletas, así como la aviación y el motor-sport.
El Reynolds 531 formaba parte también del bastidor para el clásico Jaguar E-Type de la década de 1960.

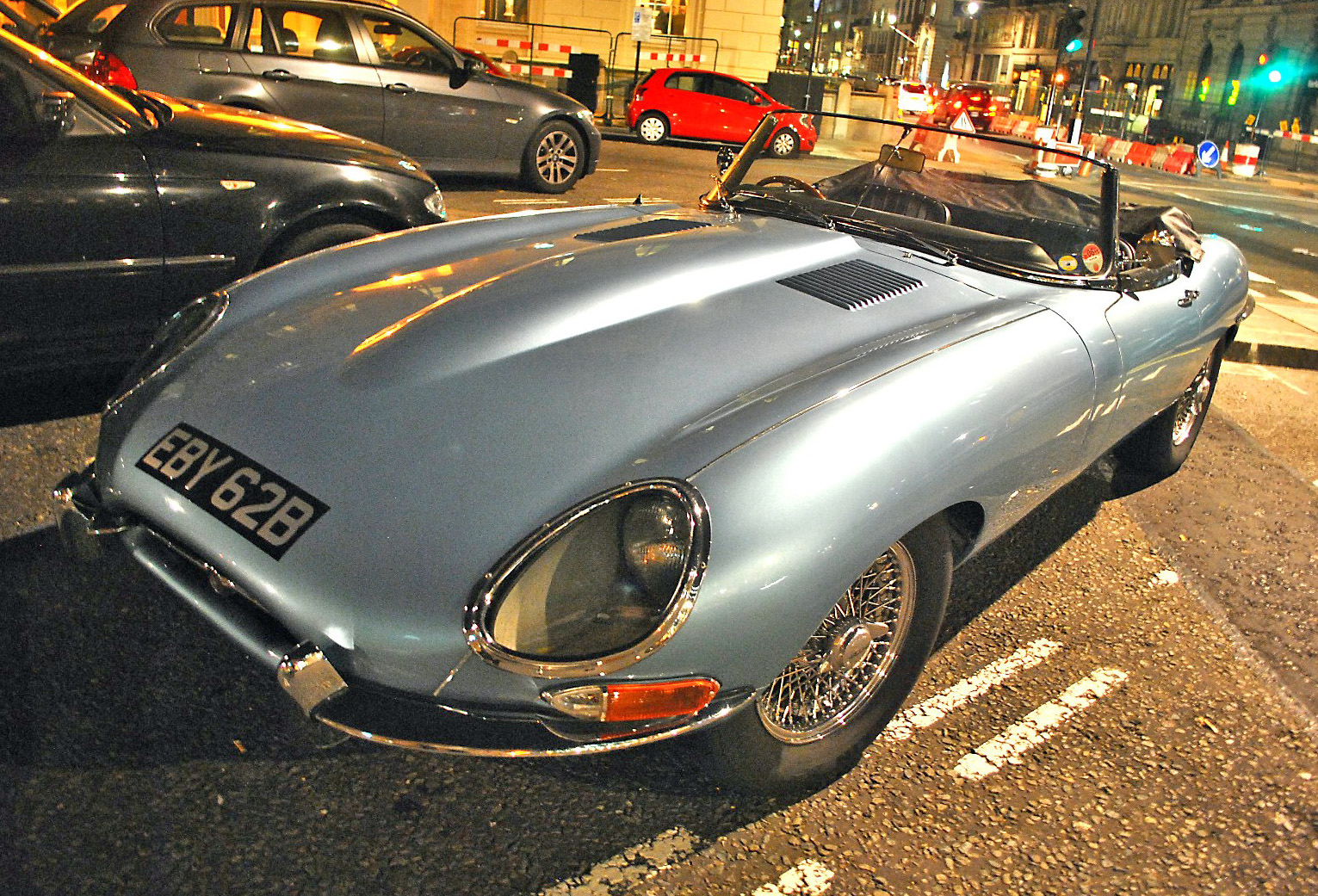
Este material se utilizó para formar el bastidor delantero tubular de cromoly en el Jaguar E-Type de la década de 1960

## Tour de Francia
Vencedores del Tour de Francia montados sobre cuadros manufacturados con tubos Reynolds 531 (utilizados por distintas marcas de bicicleta):
- 1958: Charly Gaul[2]
- 1961: Anquetil, sobre una bicicleta de la marca Gitane.[2]
- 1969: Eddy Merckx, sobre una DeRosa.[2]
- 1978: Bernard Hinault, sobre una Gitane.[2]
- 1986: Greg LeMond, sobre una Hinault.[2]
- 1991: Miguel Induráin, sobre una Pinarello.[2]